# Utsjoki
Utsjoki (sami Ohcejohka) è un comune finlandese di 1180 abitanti, situato nella regione della Lapponia.
Nel suo territorio si trova Nuorgam, l'abitato più a nord della Finlandia. Ciò lo rende il comune più settentrionale della Finlandia e dell'Unione europea.

## Società

### Lingue e dialetti
Le lingue ufficiali di Utsjoki sono il finlandese e il sami, e 3,1% parlano altre lingue.
| %     | Ripartizione linguistica (gruppi principali) |
| ----- | -------------------------------------------- |
| 49,9% | madrelingua finlandese                       |
| 47,0% | madrelingua sami                             |

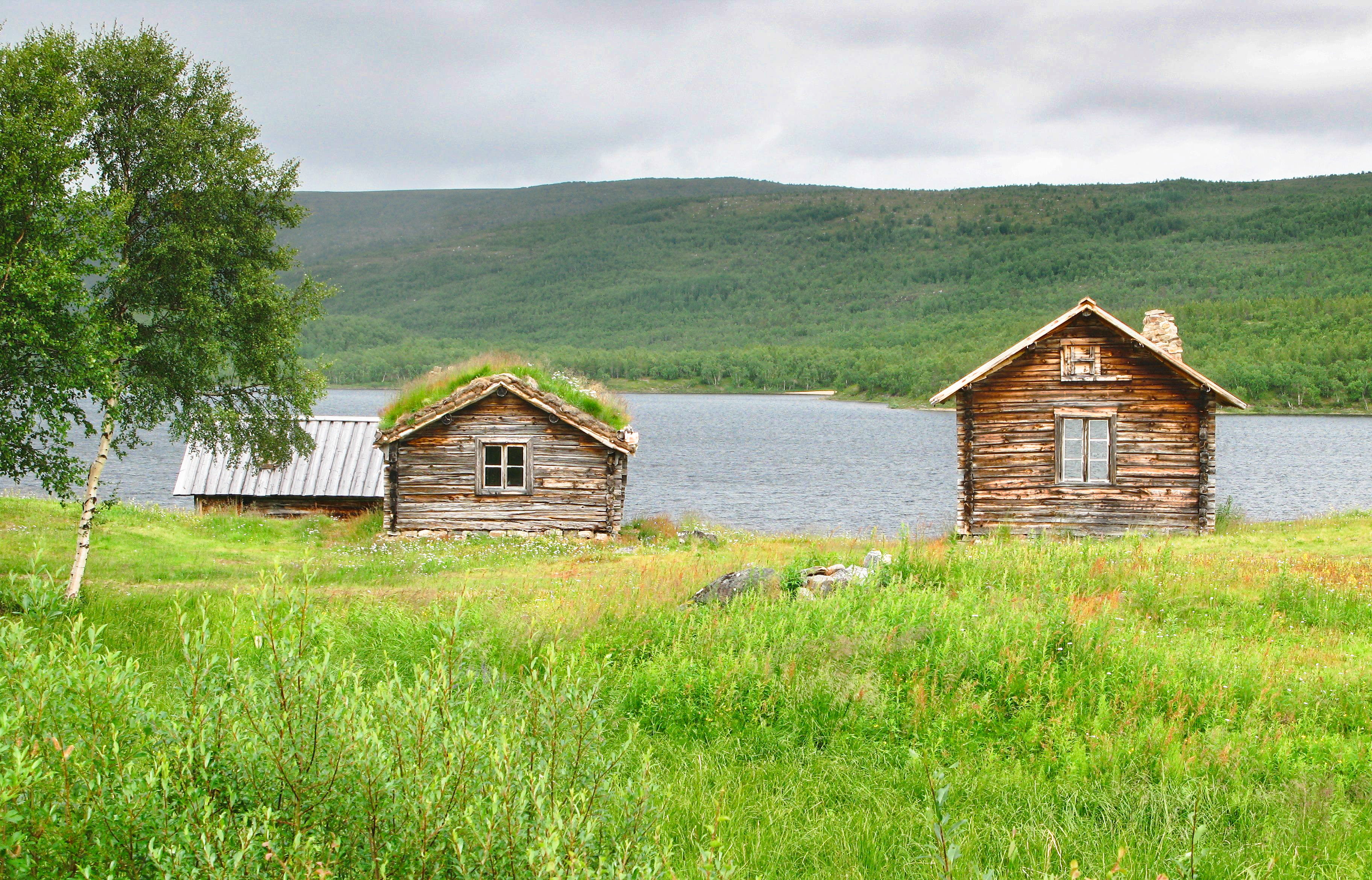
Mantojärvi, vicino all'abitato di Utsjoki
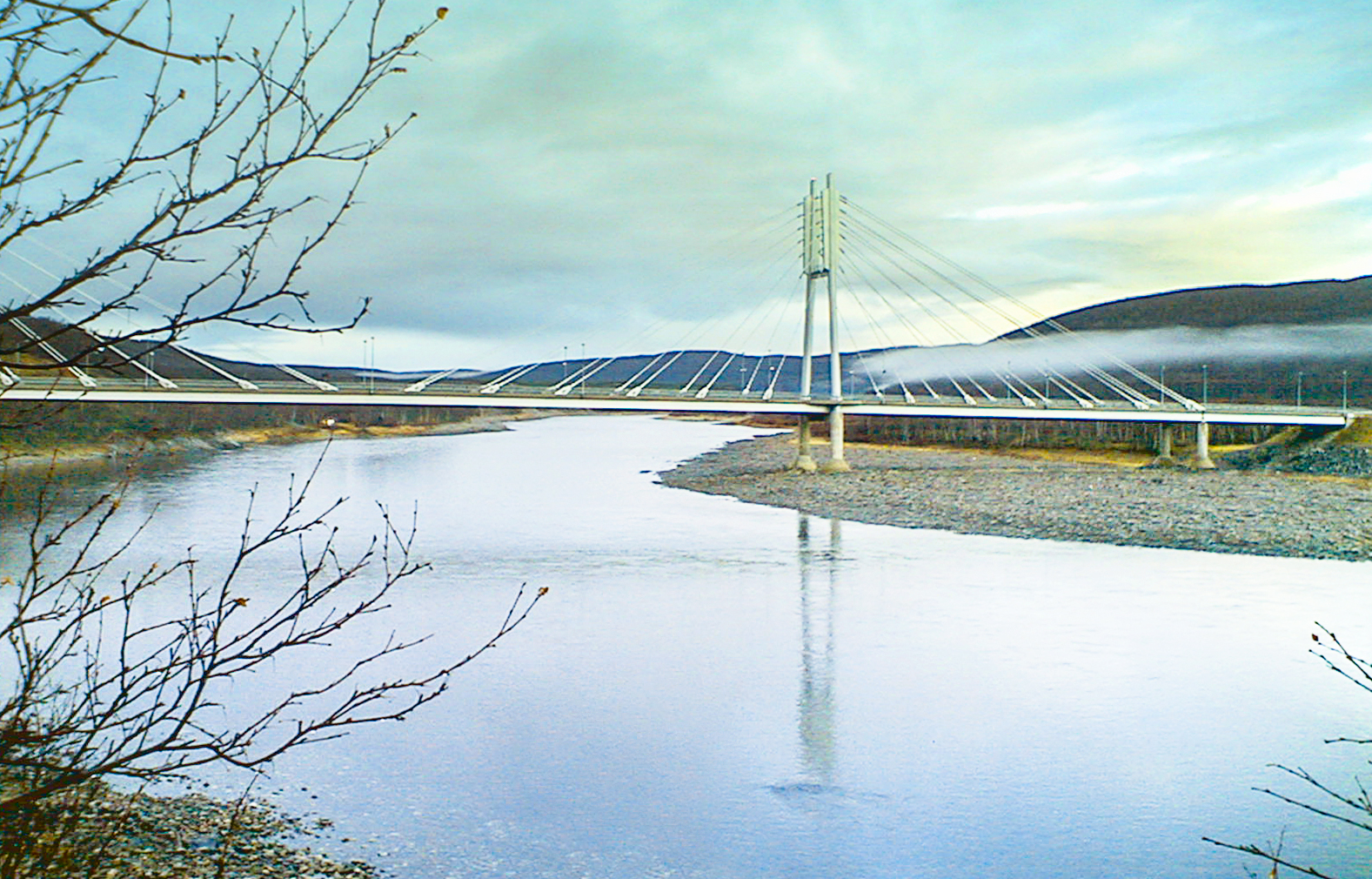
Il ponte Saamen connette Utsjoki con la Norvegia
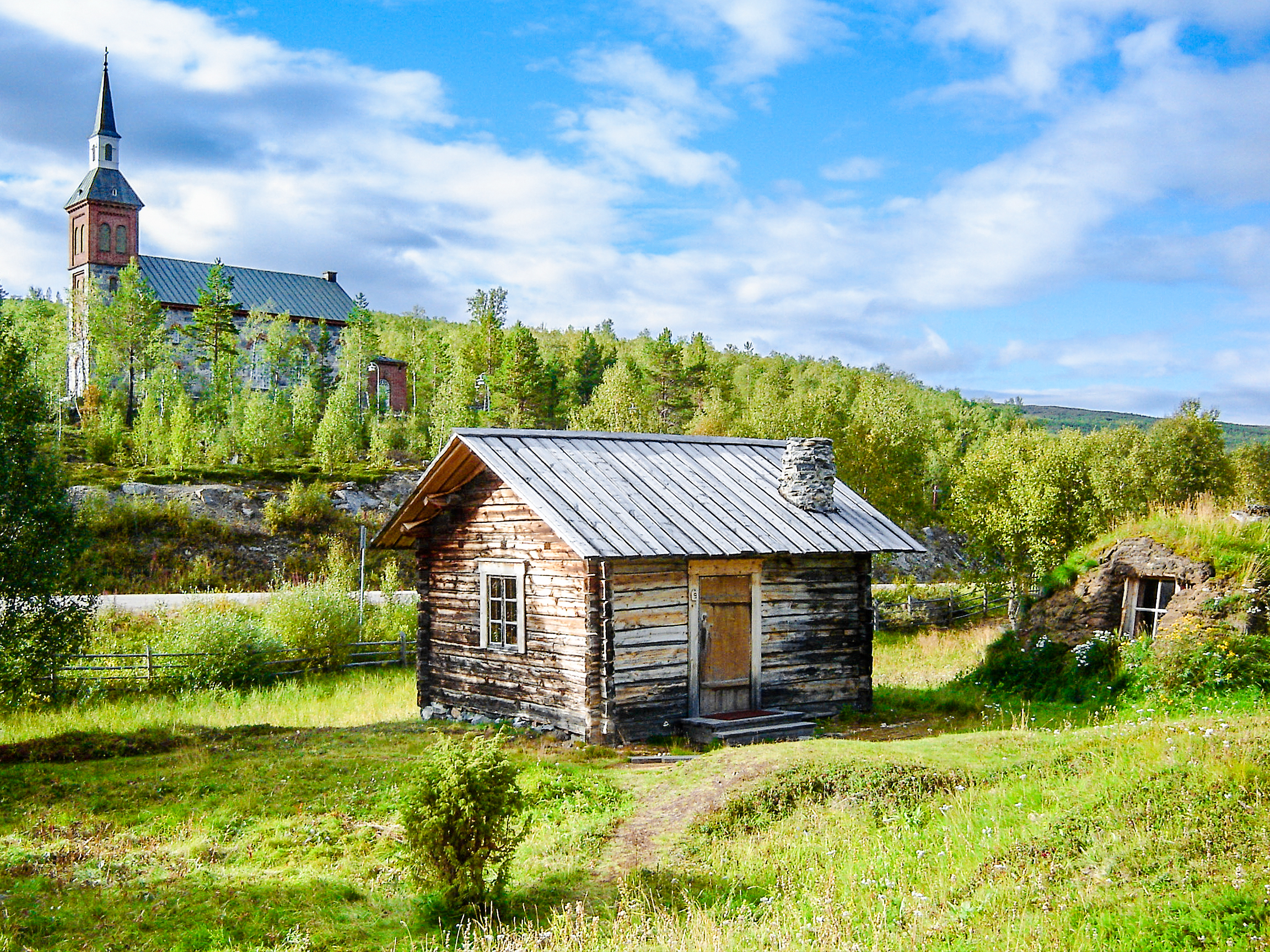
Scorcio cittadino
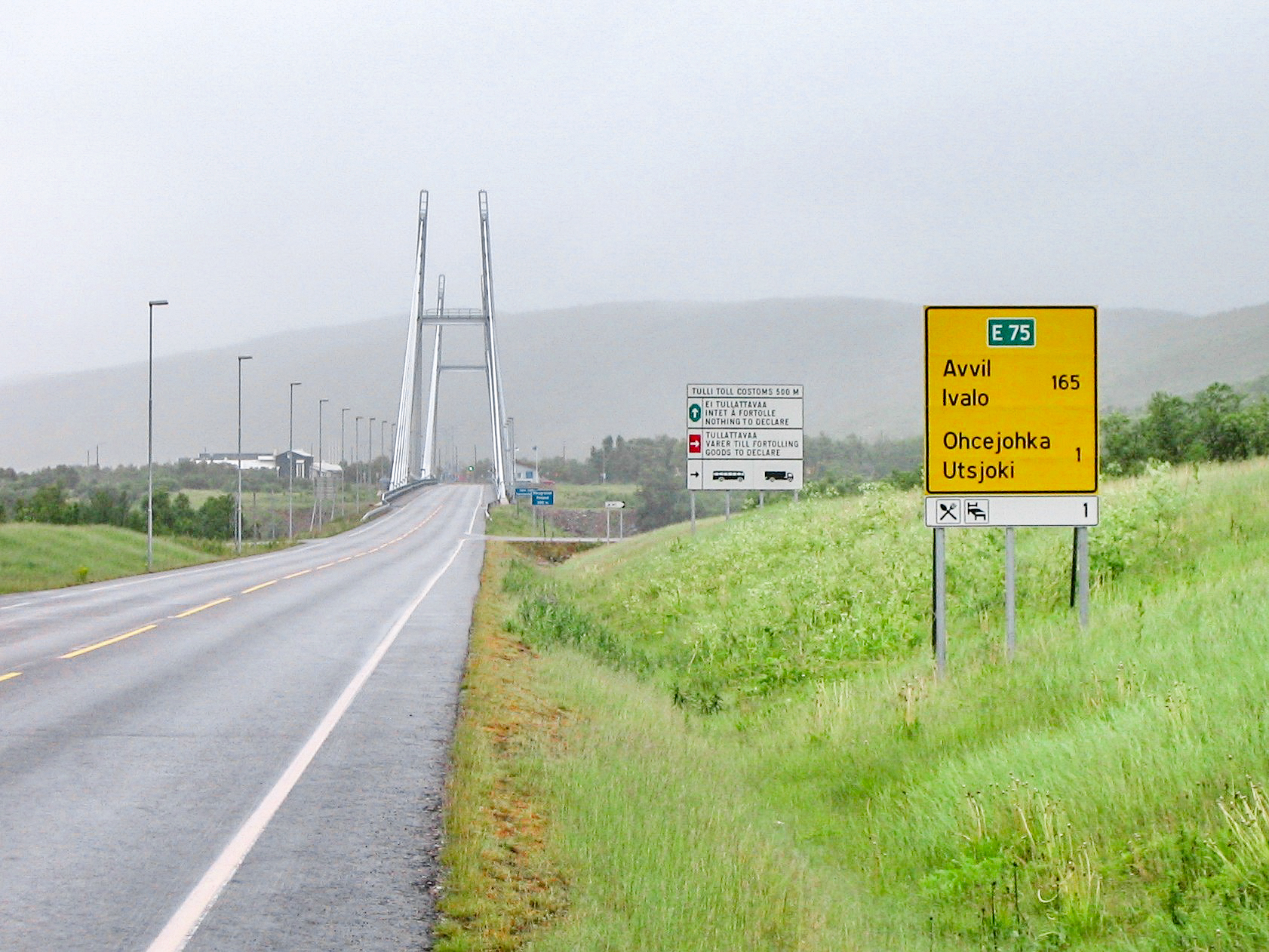
Il ponte Samen e Utsjoki visti dalla Norvegia
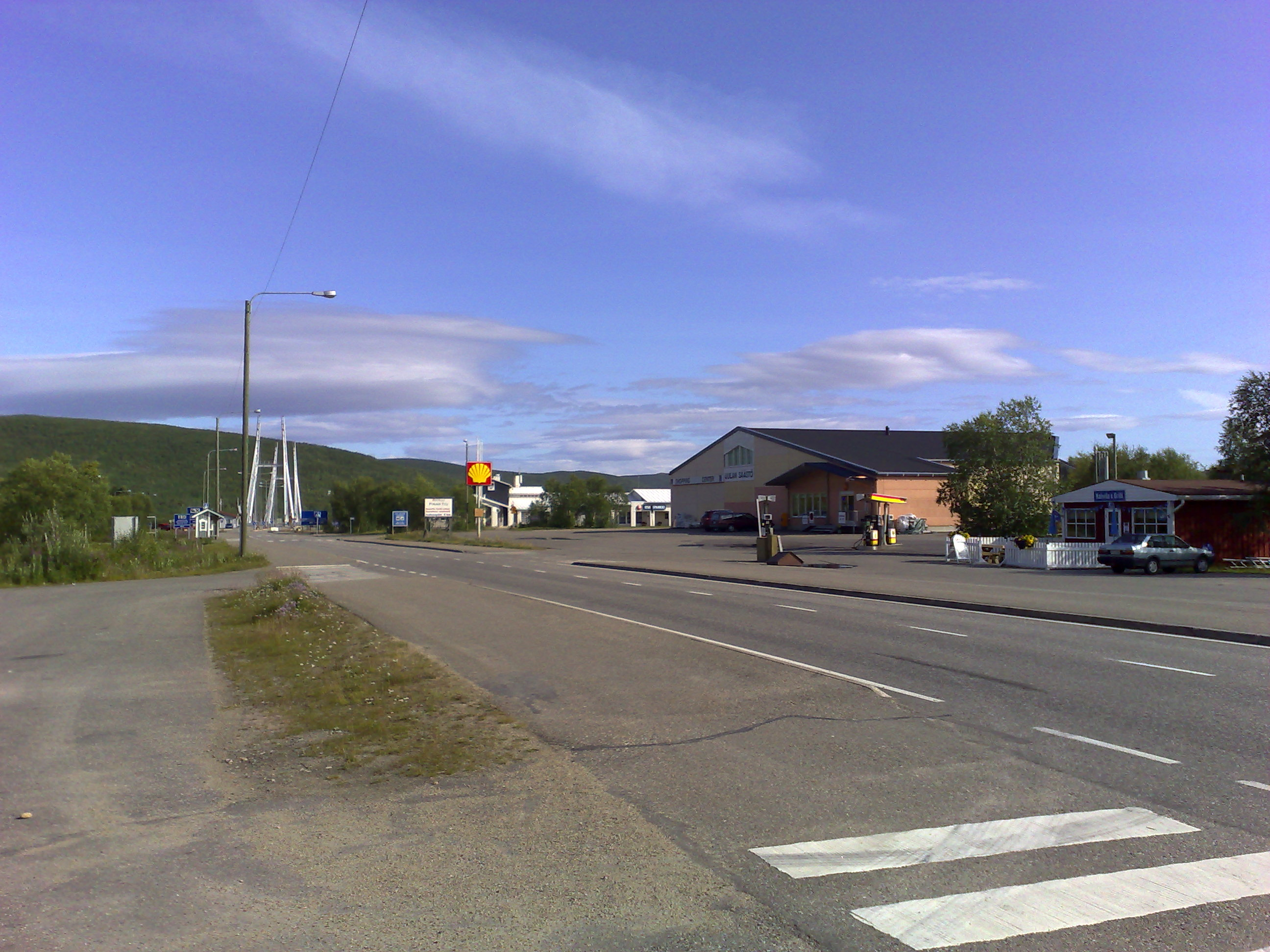
Il centro
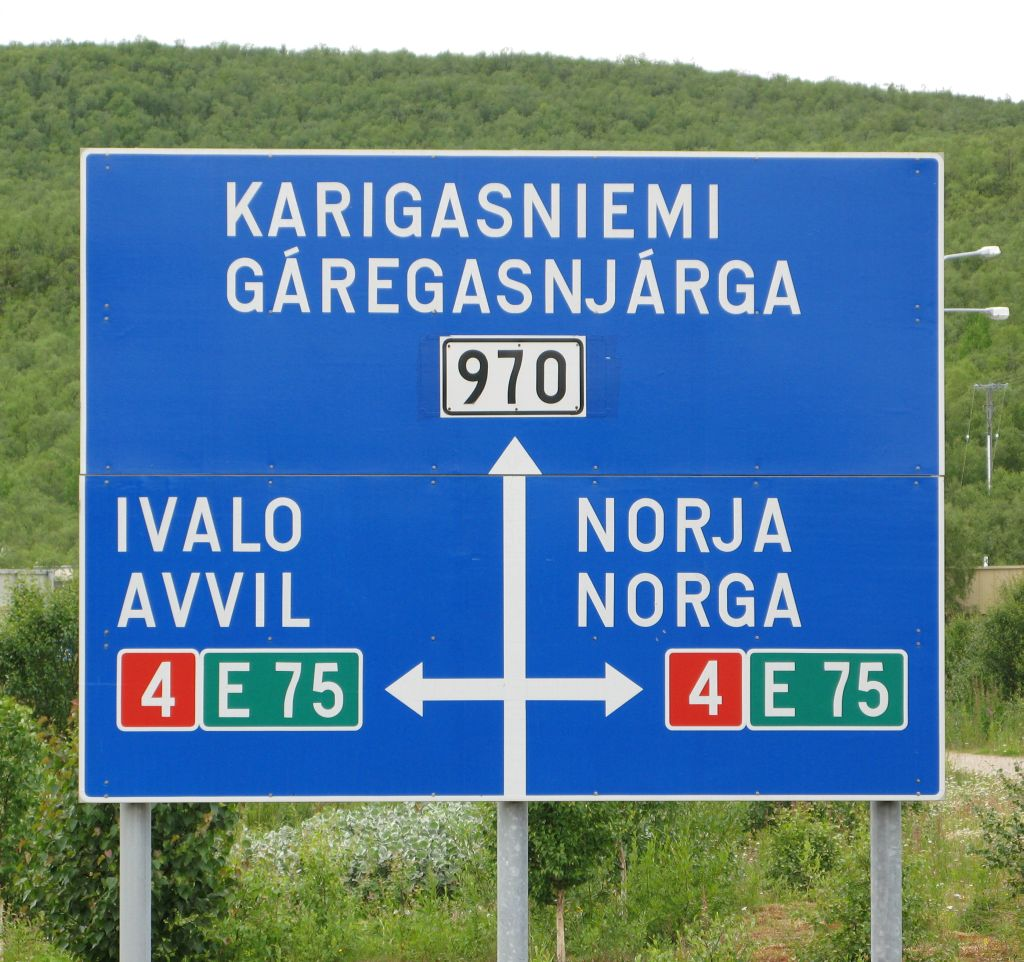
Cartello stradale al centro di Utsjoki